# Hain-Felsenblümchen
Das Hain-Felsenblümchen (Draba nemorosa), auch Hellgelbes Hungerblümchen oder Hellgelbes Felsenblümchen genannt, ist eine Pflanzenart aus der Gattung der Felsenblümchen (Draba) innerhalb der Familie der Kreuzblütengewächse (Brassicaceae). Sie ist im gemäßigten bis arktischen Eurasien weitverbreitet.

## Beschreibung

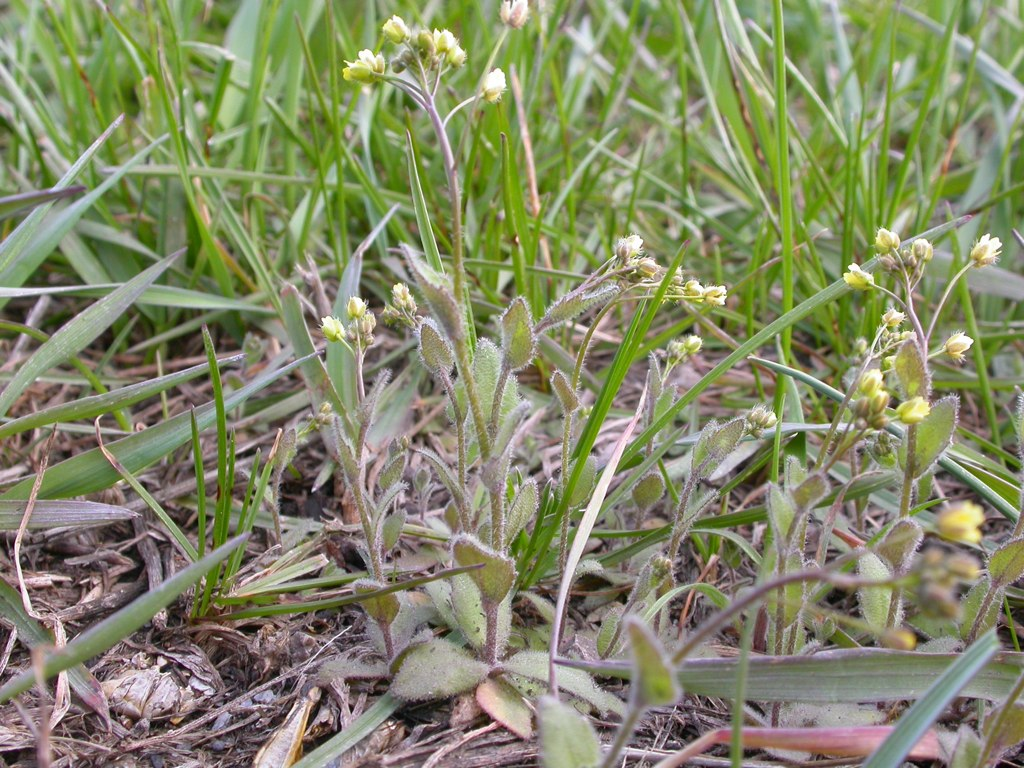
Habitus, Laubblätter und Blütenstände

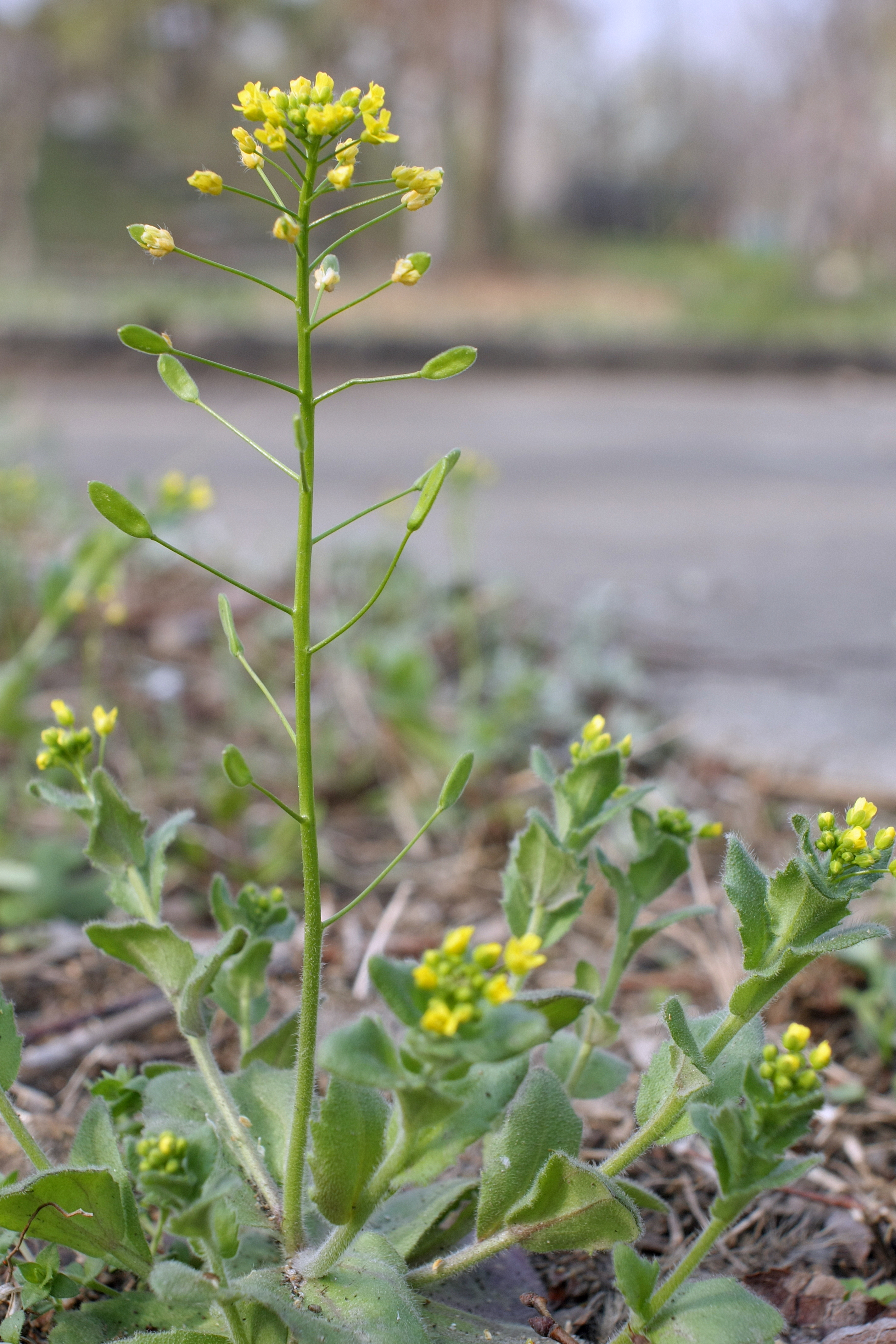
Laubblätter und Blütenstand

### Vegetative Merkmale
Das Hain-Felsenblümchen wächst immer als einjährige krautige Pflanze, die Wuchshöhen von meist 7 bis 30 (1,5 bis 60) Zentimetern erreicht. Die aufrechten bis aufsteigenden, einfachen oder im unteren Bereich verzweigten Stängel ist im unteren Bereich mit einfachen bis gegabelten Trichomen und gestielten bis fast sitzenden Sternhaaren behaart und im oberen Bereich verkahlend.
Die Laubblätter sind in einer grundständigen Rosette und am Stängel verteilt angeordnet. Die Grundblätter sind gestielt und die meist vier bis zwölf (zwei bis 15) Stängelblätter sind sitzend. Die einfache Blattspreite, der oft bis zur Fruchtreife haltbaren, Grundblätter ist bei einer Länge von meist 1 bis 3,5 (0,4 bis 5) Zentimetern sowie einer Breite von meist 0,5 bis 1,5 (0,2 bis 2) Zentimetern verkehrt-lanzettlich der länglich-verkehrt-eiförmig mit keilförmiger Basis, stumpfem oberen Ende, stumpf gezähntem bis fast glattem Blattrand, mit gestielten gegabelten Trichomen und hauptsächlich gestielten Sternhaaren spärlich bis dicht behaart (Indument). Die einfache Blattspreite der Stängelblätter sind bei einer Länge von meist 0,5 bis 1,8 (0,2 bis 2,7) Zentimetern sowie einer Breite von meist 3 bis 10 (1 bis 15) Millimetern breit-eiförmig bis länglich oder länglich-eiförmig mit spitz zulaufender keilförmiger oder gerundeter Basis, gezähntem Blattrand und spitzem oder stumpfem oberen Ende. Die Stängelblätter sind auf der Blattoberseite hauptsächlich mit einfachen und wenigen gegabelten Haaren flaumig behaart und besitzen nur Sternhaare auf der Blattunterseite.

### Generative Merkmale
Die Blütezeit reicht in Mitteleuropa von Mai bis Juni, in der Schweiz von April bis Juni, weltweit von April bis Juli. In einem anfangs schirmtraubigen, später durch deutliche Streckung der geraden, kahlen Blütenstandsachse bis zur Fruchtreife, traubigen Blütenständen stehen viele, meist 18 bis 40 oder 25 bis 60 (10 bis 92) Blüten zusammen. Es sind keine Tragblätter vorhanden. Die kahlen Blütenstiele sind 2 bis 4 Millimeter lang und aufrecht von der Blütenstandsachse abstehend.
Die zwittrige Blüte ist vierzählig mit doppelter Blütenhülle. Die vier fast aufrechten, kahlen oder an ihre Außenseite mit einfachen Trichomen spärlich flaumig behaarten oder bewimperten Kelchblätter sind bei einer Länge von selten 0,7 bis, meist 0,9 bis 1,6 Millimetern sowie einer Breite von 0,5 bis 1 Millimetern eiförmig. Das seitliche Paar Kelchblätter ist nicht ausgesackt an ihrer Basis und ihre Ränder sind häutig. Die vier Kronblätter sind hellgelb mit dunkleren Nerven und beim Verwelken weißlich verblassend. Die Kronblätter sind bei einer Länge von meist 1,7 bis 2,2 (1,2 bis 4) Millimetern sowie einer Breite von 0,4 bis, meist 0,6 bis 1 Millimetern spatelförmig, länglich-spatelförmig oder verkehrt-lanzettlich; sie sind nicht genagelt und ihr oberes Ende ist tief ausgerandet. Der Fruchtknoten enthält meist 36 bis 60 (30 bis 72) Samenanlagen. Es sind sechs Staubblätter vorhanden. Die Staubfäden sind meist 1 bis 1,7 (0,9 bis 2) Millimeter lang. Die Staubbeutel sind bei einer Länge von 0,1 bis 0,2 Millimetern breit-eiförmig bis fast nierenförmig.
Der sehr dünne, gerade, kahle Fruchtstiel ist mit einer Länge von meist 9 bis 10 (6 bis zu 35) Millimetern viel (selten 1,5- bis, meist zwei- bis siebenmal) länger als die Frucht, und bei Fruchtreife mehr oder weniger waagrecht abstehend bis spreizend. Das mit kurzen einfachen Trichomen rau behaarte Schötchen ist bei einer Länge von meist 5 bis 7 (3,5 bis 10) Millimetern sowie einer Breite von 1,5 bis 2,5 Millimetern länglich bis elliptisch oder länglich-elliptisch, abgeflacht und nicht gedreht. Die kahlen oder mit vorwärtsgerichteten, einfachen, 0,05 bis 0,2 Millimeter langen Trichomen flaumig behaarten Fruchtklappen sind an beiden Enden stumpf, oft mit deutlichem Mittelnerv und Netznerven. Auf dem vollständig ausgebildeten, häutigen durchscheinenden Septum sind keine Nerven erkennbar. Jedes Fruchtfach enthält 10 bis 18 Samen. Es ist höchstens ein mit einer Länge von 0,01 bis zu 0,1 Millimetern sehr kurzer Griffel erkennbar auf der Frucht. Die rötlich-braunen Samen sind bei einer Länge von 0,5 bis 0,7, selten bis zu 0,8 Millimetern sowie einem Durchmesser von 0,3 bis 0,4, selten bis zu 0,5 Millimetern eiförmig. Die Samen sind ungefügelt.

### Chromosomensatz
Die Chromosomengrundzahl beträgt x = 8; es liegt Diploidie mit einer Chromosomenzahl von 2n = 16 vor.

## Ökologie
Beim Hain-Felsenblümchen handelt es sich um einen Therophyten.
Die Blüten sind homogam, die männlichen und weiblichen Blütenorgane sind also gleichzeitig fertil. Blütenökologisch handelt es sich um Scheibenblumen mit halbverborgenem Nektar; die Nektarien befinden sich an der Basis der Staubblätter. Bestäuber sind Syrphiden, Bienen und vielleicht Falter. Die Bestäubung erfolgt meist durch Insekten. Beim Hain-Felsenblümchen liegt Selbstkompatibilität vor, also führt Selbstbefruchtung erfolgreich zum Samenansatz.
Diasporen sind die Samen. Die Ausbreitung der Diasporen erfolgt durch den Wind (Anemochorie).

## Vorkommen
Das Hain-Felsenblümchen ist in Europa über Westasien, den Kaukasusraum sowie Zentralasien und Sibirien bis Ostasien weitverbreitet. In Mitteleuropa gibt es zahlreiche synanthrope Einzelvorkommen. In welchen Gebieten diese Art ursprünglich vorkommt, wird kontrovers diskutiert. In Mitteleuropa ist es ein eingeschleppter bis eingebürgerter Neophyt. Auch in Tasmanien, im südöstlichen Norwegen, in Kanada und in den USA ist es ein Neophyt.
Es gibt Fundortangaben als ursprüngliche Vorkommen für Österreich, Liechtenstein, in der Schweiz, Italien, Monaco, Südfrankreich, Andorra, nordöstliches Spanien, Gibraltar, Schweden, Polen, Estland, Litauen, Lettland, Belarus, Russland, in der Ukraine, auf der Krim, Tschechien, Ungarn, nördliches Serbien, Kosovo, in der Slowakei, in der Republik Moldau, Rumänien, Albanien, Armenien sowie im asiatischen Teil der Türkei, Iran, Ciskaukasien, Aserbaidschan, Georgien, Dagestan, Burjatien, Tuwa, Sacha (Jakutien), Republik Altai, Region Altai, Region Krasnojarsk, Oblast Irkutsk, Oblast Tschita, Oblast Kemerowo, Oblast Kurgan, Oblast Nowosibirsk, Oblast Omsk, Oblast Tomsk, Oblast Tjumen, Kasachstan, Kirgisistan, Tadschikistan, Turkmenistan, Usbekistan, Afghanistan, Kaschmir, Pakistan, Indien, die Mongolei, die Innere Mongolei, Tibet und in den chinesischen Provinzen Anhui, Gansu, Guizhou, Hebei, Henan, Heilongjiang, Jiangsu, Jilin, Liaoning, Ningxia, Qinghai, Shaanxi, Shandong, Shanxi, Sichuan, Xinjiang, Yunnan sowie Zhejiang und die japanischen Inseln Hokkaidō, Honshu, Kyushu sowie Shikoku.
Es handelt sich um eine kontinental verbreitete Art. Im pannonischen Gebiet Österreichs könnte es auch indigen sein. In Südtirol ist es häufig. In Österreich ist es selten bis zerstreut; in Salzburg, Oberösterreich und Vorarlberg fehlt es. In Deutschland kommt es als Neophyt in Bayern und Brandenburg vor.
Es wächst in lückigen Halbtrockenrasen, trockenen Wiesen, auf Böschungen, an Ruderalstellen, seltener an Waldrändern oder in zentralalpinen Kiefernwälder. Es kommt vorwiegend auf sandigen Böden der collinen bis montanen Höhenstufe vor. Es ist eine Charakterart der Klasse Sedo-Scleranthetea, kommt aber auch in Pflanzengesellschaften des Verbands Mesobromion vor.
Die ökologischen Zeigerwerte nach Landolt et al. 2010 sind in der Schweiz: Feuchtezahl F = 1+ (trocken), Lichtzahl L = 4 (hell), Reaktionszahl R = 4 (neutral bis basisch), Temperaturzahl T = 3 (montan), Nährstoffzahl N = 3 (mäßig nährstoffarm bis mäßig nährstoffreich), Kontinentalitätszahl K = 5 (kontinental).

## Taxonomie
Die Erstveröffentlichung von Draba nemorosa erfolgte 1753 durch Carl von Linné in Species Plantarum, Tomus II, S. 643. Als Lectotypusmaterial wurde das mit der Bezeichnung „Habita in Sueciae nemoribus“ Exemplar in „Herb. Linn. No. 823.11 (LINN)“ 1977 durch Jafri in Ali und Jafri: Fl. Libya, 23, S. 143 festgelegt. Homonyme sind Draba nemorosa Rothr. veröffentlicht in Catalogue of Plants, 1874, 34 und Draba nemorosa All. veröffentlicht in Flora Pedemontana, 1, 1785, S. 244. Synonyme für Draba nemorosa L. sind: Draba nemoralis Ehrh., Draba dictyota Greene, Draba gracilis Graham, Draba lunkii V.I.Dorof., Draba lutea Gilib., Draba macroloba Turcz., Draba nemorosa var. hebecarpa Lindblom Draba nemorosa var. leiocarpa Lindblom, Draba nemorosa L. var. nemorosa.